# Grzegorzew
Grzegorzew (deutsch Grzegorzew, 1943–1945 Georgen) ist ein Dorf und Sitz der gleichnamigen Landgemeinde in Polen. Der Ort liegt im Powiat Koło der Wojewodschaft Großpolen.

## Gemeinde
Zur Landgemeinde Grzegorzew gehören weitere Ortsteile mit einem Schulzenamt:

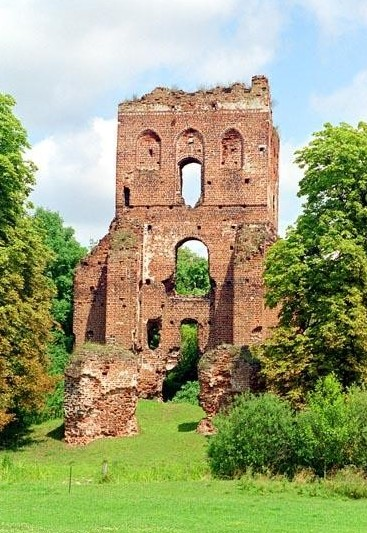
Ruine des 1423 für den Erzbischof von Gnesen errichteten Schlosses in Borysławice Zamkowe

| - Grzegorzew (1943–1945 Georgen) - Barłogi (1943–1945 Barloh) - Boguszyniec (1943–1945 Bogen) - Borysławice Kościelne (1943–1945 Waldkirchen) - Borysławice Zamkowe (1943–1945 Borsdorf) - Bylice (1943–1945 Billern) - Bylice-Kolonia (1943–1945, Liebenrode) - Grodna (1943–1945 Burgfelde) - Kiełczewek (1943–1945 Zahndorf) - Ladorudzek (1943–1945 Mittenwalde) - Ponętów Dolny (1943–1945 Lockheim) - Tarnówka (1943–1945 Tarnau) - Zabłocie |